# 蒙默拉尔
蒙默拉尔（法語：Montmelard，法語發音：[mɔ̃məlaʁ]）是法国索恩-卢瓦尔省的一个市镇，属于马孔区。

## 地理
蒙默拉尔（46°19'49"N, 4°24'37"E）面积22.35 平方千米，位于法国勃艮第-弗朗什-孔泰大區索恩-卢瓦尔省，该省份为法国中部省份，北起顺时针与科多尔省、汝拉省、安省、罗讷省、卢瓦尔省、阿列省和涅夫勒省接壤。
与蒙默拉尔接壤的市镇（或旧市镇、城区）包括：博布里、栋皮埃尔莱索尔姆、日布勒、马图尔、奥佐勒、韦罗夫尔。

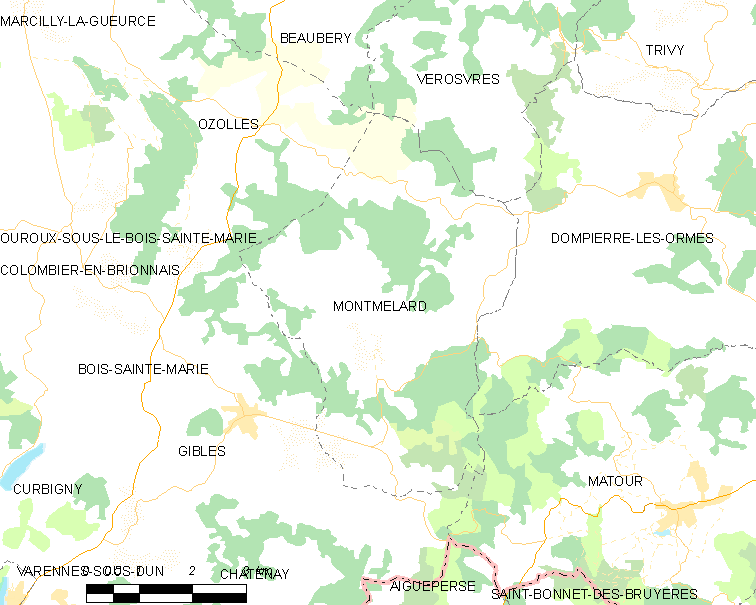
蒙默拉尔的OSM定位图

蒙默拉尔的时区为UTC+01:00、UTC+02:00（夏令时）。

## 行政
蒙默拉尔的邮政编码为71520，INSEE市镇编码为71316。

## 政治
蒙默拉尔所属的省级选区为拉沙佩勒德甘谢县。

## 人口

1962-2008年间蒙默拉尔人口变化图示

蒙默拉尔于2022年1月1日时的人口数量为356人。